# Кинон, Пьер
Пьер Жан Ги Кино́н (фр. Pierre Jean Guy Quinon, 20 февраля 1962, Лион, Франция — 17 августа 2011, Йер (Вар), Франция) — французский легкоатлет, олимпийский чемпион 1984 года в прыжках с шестом. Первый в истории Франции олимпийский чемпион по прыжкам с шестом.

## Спортивная карьера
Трёхкратный чемпион Франции по прыжкам с шестом (1982, 1983 и 1984). Рекордсмен мира в 1983 году (5,82 м). Однако, через три дня его соотечественник Тьерри Виньерон показал результат 5,83 метра, установив новое мировое достижение. На Олимпийских играх в Лос-Анджелесе (1984) победил с результатом 5 м 75 см, став первым французским спортсменом, завоевавшим олимпийское золото в прыжках с шестом. В 1984 году завоевал серебряную медаль на чемпионате Европы в закрытых помещениях.
Завершил свою спортивную карьеру в 1992 году вследствие травмы голеностопа. Занимался бизнесом и живописью. В 2004 году стал консультантом прыгуна с шестом Ромена Мениля. В последние годы принимал активное участие в подготовке Всемирных игр спортсменов-ветеранов, которые должны состояться во французском Лионе в 2015 году.
Покончил жизнь самоубийством в возрасте 49 лет, выбросившись из окна.